# Diocesi di Łomża
La diocesi di Łomża (in latino: Dioecesis Łomżensis) è una sede della Chiesa cattolica in Polonia suffraganea dell'arcidiocesi di Białystok. Nel 2021 contava 495.674 battezzati su 502.162 abitanti. È retta dal vescovo Janusz Stepnowski.

## Territorio
La diocesi si estende principalmente sui voivodadi della Podlachia e della Masovia; una parrocchia è compresa nel voivodato della Varmia-Masuria.
Sede vescovile è la città di Łomża, dove si trova la cattedrale di San Michele arcangelo. In diocesi vi sono anche 2 basiliche minori: la basilica collegiata della Santissima Trinità a Myszyniec, e la basilica dell'Assunzione della Beata Vergine Maria a Sokoły.
Il territorio è suddiviso in 24 decanati e 183 parrocchie.

## Storia
Nel corso della sua breve storia, questa diocesi cambiò nome quattro volte: Wigry (1799-1818), Sejny (1818-1821), Augustów (1821-1925), Łomża (dal 1925).
La diocesi di Wigry fu eretta da papa Pio VI con la bolla Saepe factum est del 16 marzo 1799, con la quale venivano riunite in una nuova diocesi le parrocchie che, dopo la terza spartizione della Polonia (1795), si vennero a trovare nel regno di Prussia, ossia 90 parrocchie della diocesi di Vilnius, 44 parrocchie della diocesi di Luc'k e 15 parrocchie della diocesi di Samogizia (oggi arcidiocesi di Kaunas). La sede vescovile si trovava nel villaggio di Wigry, oggi nel distretto di Suwałki. La diocesi di Wigry era immediatamente soggetta alla Santa Sede.
Assunse il nome di diocesi di Sejny, in seguito al trasferimento della sede vescovile in questa città, il 30 giugno 1818 per effetto della bolla Ex imposita nobis di papa Pio VII, con cui i confini diocesani venivano adattati ai confini politici stabiliti dal Congresso di Vienna e pertanto al territorio diocesano vennero aggiunti tre decanati che erano appartenuti alla diocesi di Płock, ma perse, a favore della diocesi di Vilnius, oltre 50 parrocchie che, dopo la pace di Tilsit, si trovarono nell'impero russo. Contestualmente la diocesi divenne suffraganea dell'arcidiocesi di Varsavia.
Il 20 luglio 1821 per effetto della bolla Sedium episcopalium di papa Pio VII la sede fu nuovamente traslata ad Augustów e la diocesi assunse il nome di diocesi di Augustów.
Nel 1872 la diocesi, suddivisa in 11 decanati, comprendeva 121 parrocchie, 3 monasteri maschili, 1 monastero femminile, 272 sacerdoti, 554.235 fedeli. Nel 1914 il numero delle parrocchie era salito a 128, i sacerdoti a 352 e il numero dei fedeli a 695.414.
Dopo la prima guerra mondiale, la diocesi si trovò divisa fra due stati: la parte orientale, costituita da 11 decanati e 82 parrocchie, che si trovava in Lituania; e la parte occidentale, con 13 decanati e 93 parrocchie, in Polonia. Il vescovo Antoni Karaś pose la sua sede a Vilkaviškis, in Lituania, mentre il vescovo ausiliare Romuald Jałbrzykowski governò la parte polacca con residenza a Łomża; Augustów venne lasciata perché ormai si venne a trovare ai margini orientali di questa porzione della diocesi.
Il 28 ottobre 1925 con la bolla Vixdum Poloniae unitas, con cui papa Pio XI ridefiniva e riorganizzava le diocesi della Polonia, la parte polacca della diocesi si ampliò, includendo nel proprio territorio altri tre decanati e un totale di 27 parrocchie, già appartenuti alla diocesi di Płock. Contestualmente ha assunto il nome attuale, per il definitivo trasferimento della sede episcopale da Augustów a Łomża; la diocesi divenne suffraganea dell'arcidiocesi di Vilnius.
Il 4 aprile 1926, la parte lituana della diocesi di Augustów fu ceduta a vantaggio dell'erezione della diocesi di Vilkaviškis; ne divenne primo vescovo Antoni Karaś, ultimo vescovo di Augustów.
Dopo questi cambiamenti, nel 1926 la diocesi era suddivisa in 15 decanati e 131 parrocchie, con 223 sacerdoti diocesani e una popolazione di 530.124 battezzati.
Dopo le variazioni dei confini seguite alla Seconda guerra mondiale un decanato della diocesi si trovò in territorio bielorusso e il 13 aprile 1991 è stato definitivamente ceduto alla diocesi di Hrodna.
Il 25 marzo 1992 nell'ambito della riorganizzazione delle diocesi polacche voluta da papa Giovanni Paolo II con la bolla Totus tuus Poloniae populus, ha ceduto una porzione di territorio, per un totale di 38 parrocchie, a vantaggio dell'erezione della diocesi di Ełk e ha ampliato il proprio territorio con 31 parrocchie appartenute alla diocesi di Płock; contestualmente è diventata suffraganea dell'arcidiocesi di Białystok.
In seguito a queste modifiche territoriali, le antiche sedi di Wigry, Sejny e Augustów sono entrate a far parte della nuova diocesi di Ełk.

## Cronotassi dei vescovi
Si omettono i periodi di sede vacante non superiori ai 2 anni o non storicamente accertati.
- Michał Franciszek Karpowicz † (28 marzo 1799 - 5 novembre 1803 deceduto)
- Jan Klemens Gołaszewski † (26 giugno 1805 - 8 marzo 1820 deceduto)
- Ignacy Stanisław Czyżewski † (29 maggio 1820 - 11 dicembre 1823 deceduto)
- Mikołaj Jan Manugiewicz † (19 dicembre 1825 - 25 giugno 1834 deceduto)
- Paweł Straszyński † (21 novembre 1836 - 20 giugno 1847 deceduto)
- Konstanty Ireneusz Łubieński † (21 maggio 1862 - 16 giugno 1869 deceduto)
- Piotr Paweł Wierzhowski † (23 febbraio 1872 - 1º luglio 1893 deceduto)
- Antoni Baranowski † (21 luglio 1897 - 26 novembre 1902 deceduto)
- Antoni Karaś † (7 aprile 1910 - 5 aprile 1926 nominato vescovo di Vilkaviškis)
- Romuald Jałbrzykowski † (14 dicembre 1925 - 24 giugno 1926 nominato arcivescovo di Vilnius)
- Stanisław Kostka Łukomski † (24 giugno 1926 - 28 ottobre 1948 deceduto)
- Czesław Falkowski † (24 febbraio 1949 - 25 agosto 1969 deceduto)
- Mikołaj Sasinowski † (19 marzo 1970 - 6 settembre 1982 deceduto)
- Juliusz Paetz † (20 dicembre 1982 - 11 aprile 1996 nominato arcivescovo di Poznań)
- Stanisław Stefanek, S.Chr. † (26 ottobre 1996 - 11 novembre 2011 ritirato)
- Janusz Stepnowski, dall'11 novembre 2011

## Galleria d'immagini

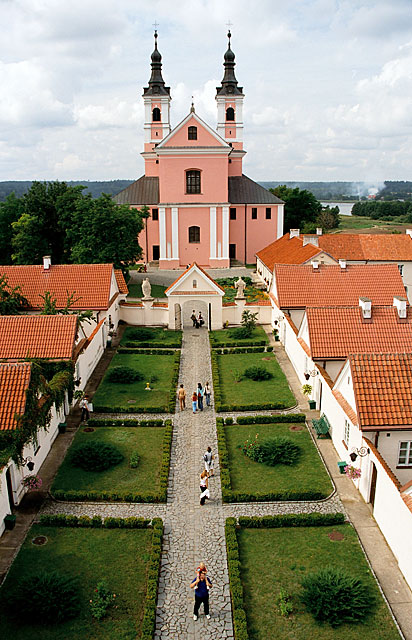
Chiesa e monastero dei camaldolesi a Wigry, già cattedrale e sede della curia diocesana dal 1799 al 1818
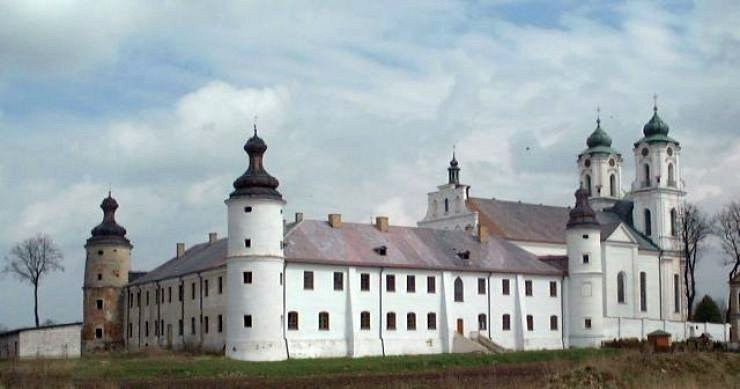
Chiesa e monastero dei domenicani a Sejny, già cattedrale e sede della curia diocesana dal 1818 al 1925
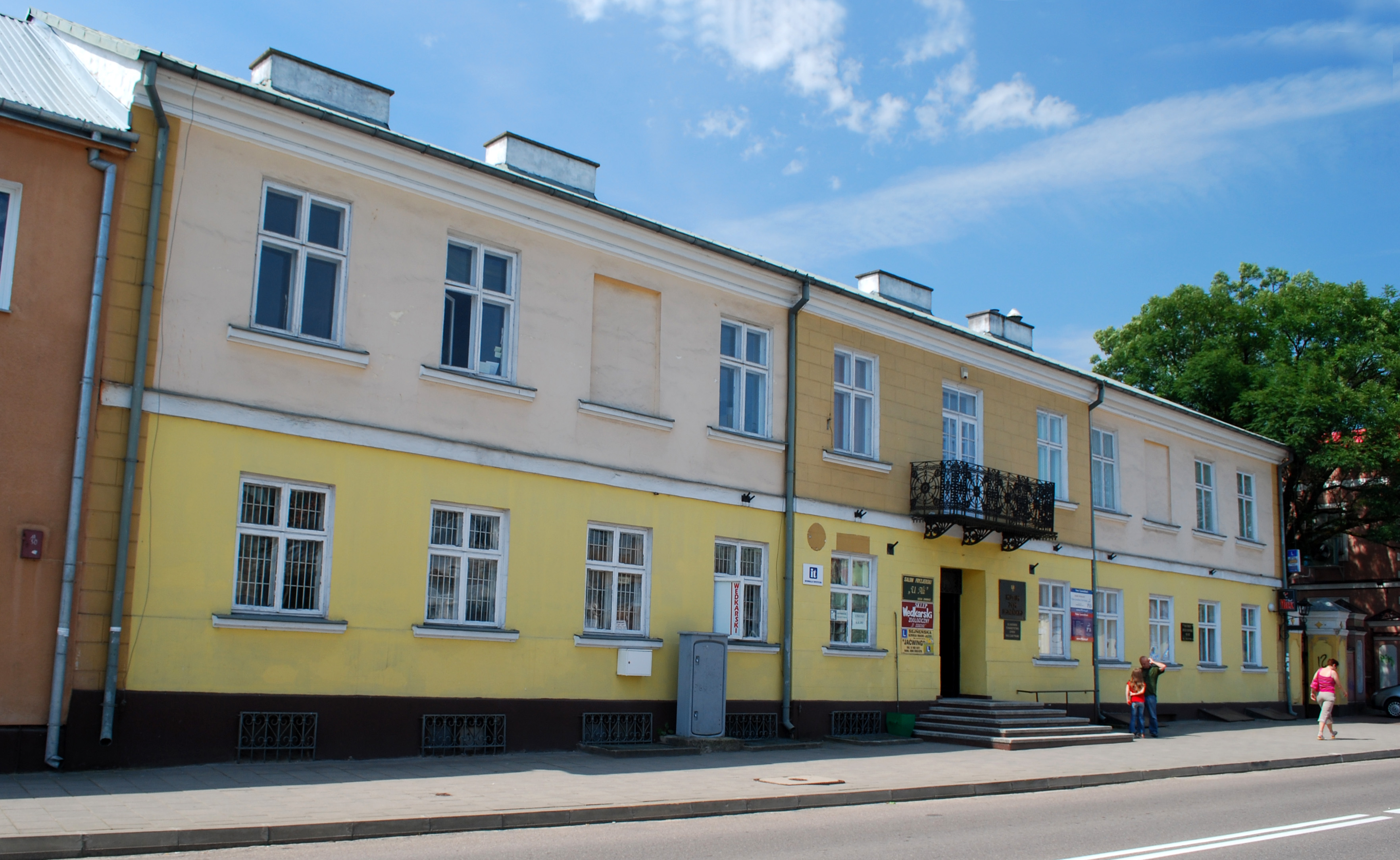
L'ex palazzo vescovile di Sejny, oggi sede museale
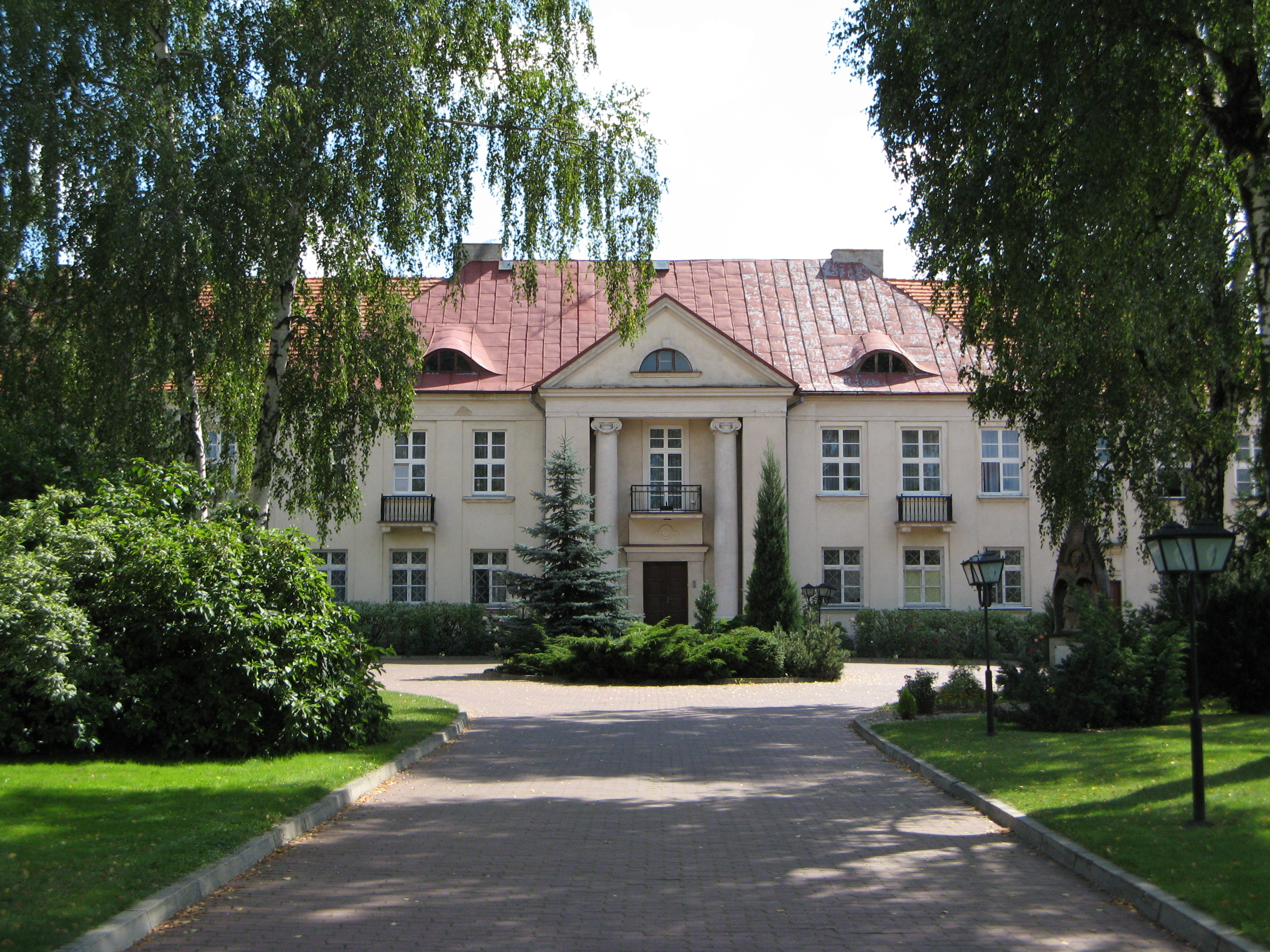
Palazzo episcopale a Łomża
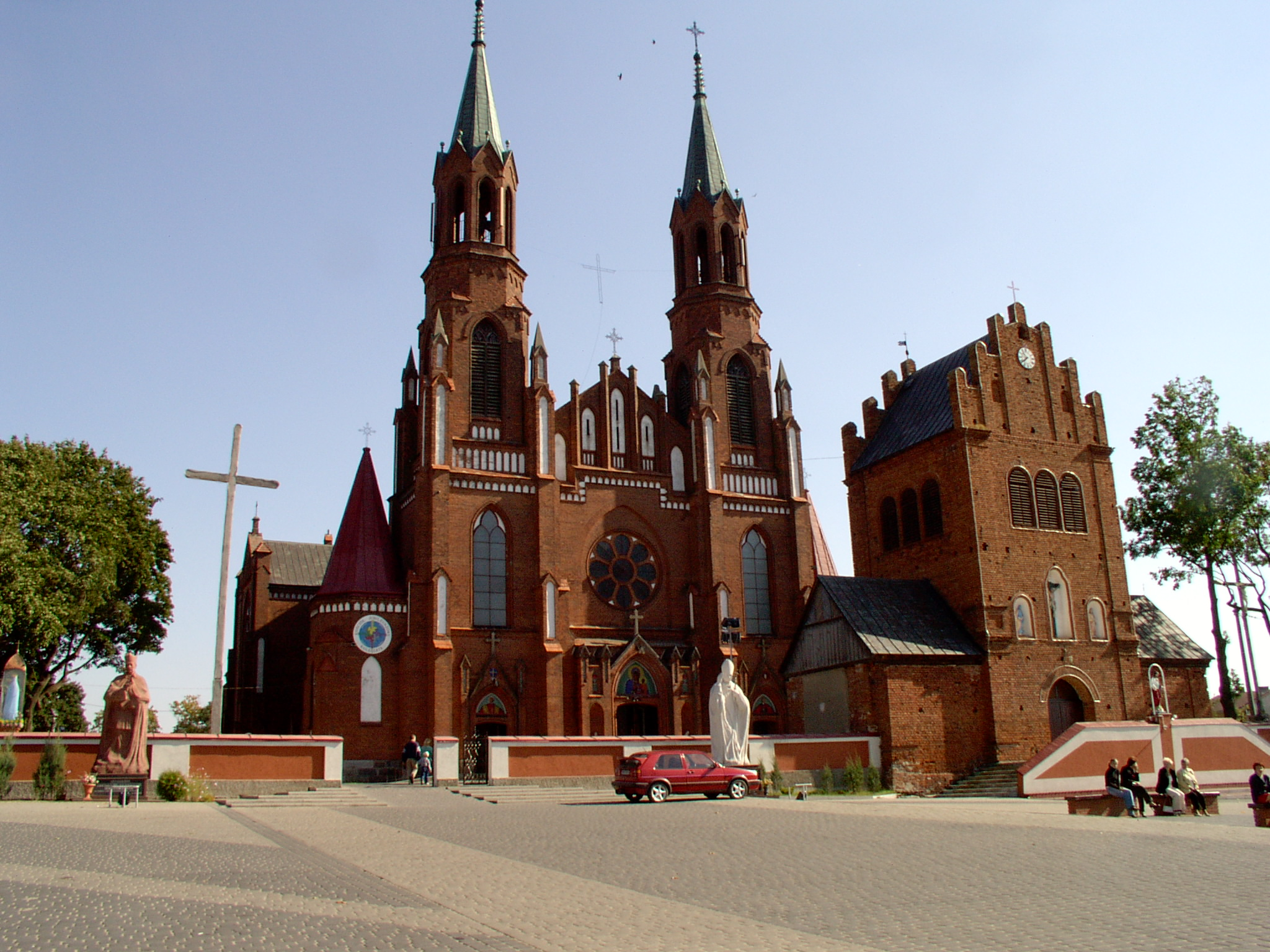
La basilica collegiata della Santissima Trinità di Myszyniec
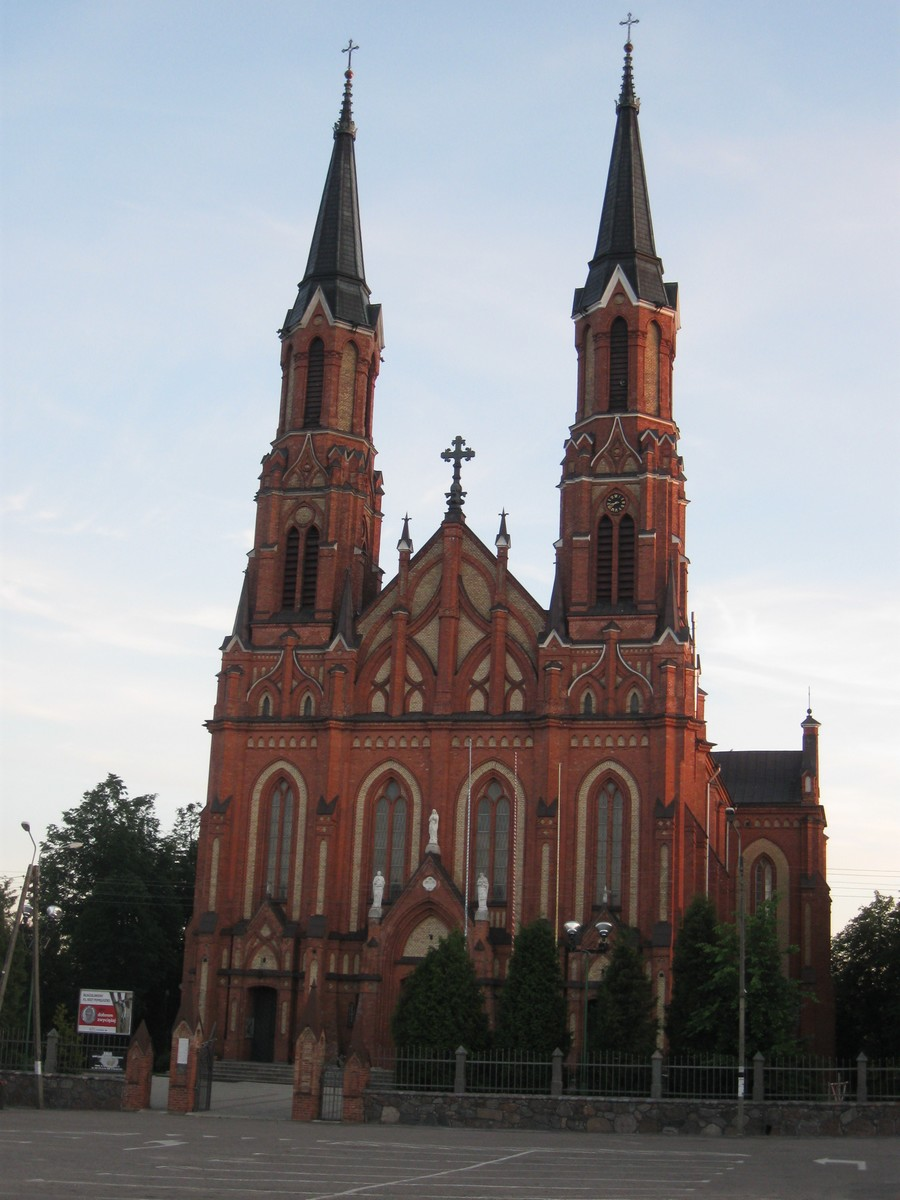
La basilica dell'Assunzione della Beata Vergine Maria di Sokoły
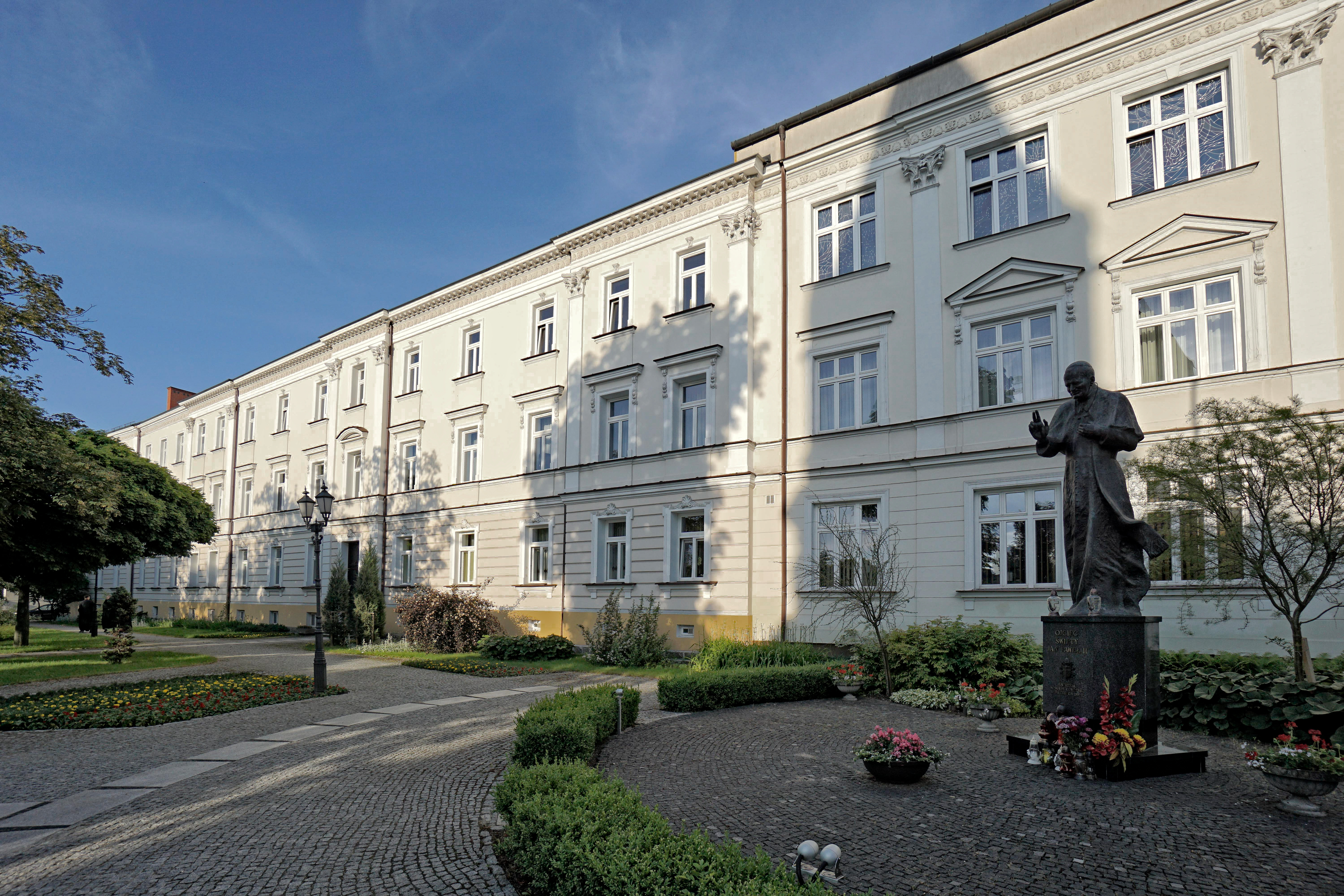
Il seminario maggiore della diocesi

## Statistiche
La diocesi nel 2021 su una popolazione di 502.162 persone contava 495.674 battezzati, corrispondenti al 98,7% del totale.
| anno | popolazione | popolazione | popolazione | presbiteri | presbiteri | presbiteri | presbiteri                | diaconi | religiosi | religiosi | parrocchie |
| anno | battezzati  | totale      | %           | numero     | secolari   | regolari   | battezzati per presbitero | diaconi | uomini    | donne     | parrocchie |
| ---- | ----------- | ----------- | ----------- | ---------- | ---------- | ---------- | ------------------------- | ------- | --------- | --------- | ---------- |
| 1950 | 558.724     | 600.000     | 93,1        | 235        | 229        | 6          | 2.377                     |         | 13        | 110       | 136        |
| 1970 | 570.000     | 580.000     | 98,3        | 325        | 317        | 8          | 1.753                     |         | 25        | 190       | 136        |
| 1980 | 605.000     | 637.000     | 95,0        | 352        | 335        | 17         | 1.718                     |         | 24        | 200       | 142        |
| 1990 | 628.000     | 637.000     | 98,6        | 410        | 382        | 28         | 1.531                     |         | 35        | 220       | 164        |
| 1999 | 578.066     | 587.173     | 98,4        | 433        | 415        | 18         | 1.335                     |         | 27        | 190       | 169        |
| 2000 | 574.656     | 581.172     | 98,9        | 449        | 430        | 19         | 1.279                     |         | 27        | 190       | 174        |
| 2001 | 574.387     | 580.723     | 98,9        | 460        | 439        | 21         | 1.248                     |         | 29        | 183       | 176        |
| 2002 | 576.197     | 583.387     | 98,8        | 460        | 438        | 22         | 1.252                     |         | 30        | 182       | 177        |
| 2003 | 570.403     | 579.280     | 98,5        | 465        | 444        | 21         | 1.226                     |         | 30        | 182       | 177        |
| 2004 | 567.035     | 573.647     | 98,8        | 476        | 453        | 23         | 1.191                     |         | 32        | 181       | 179        |
| 2013 | 538.065     | 542.975     | 99,1        | 519        | 490        | 29         | 1.036                     |         | 34        | 138       | 181        |
| 2016 | 518.458     | 522.801     | 99,2        | 519        | 490        | 29         | 998                       |         | 37        | 128       | 183        |
| 2019 | 502.655     | 506.818     | 99,2        | 525        | 498        | 27         | 957                       | 1       | 36        | 117       | 183        |
| 2021 | 495.674     | 502.162     | 98,7        | 515        | 495        | 20         | 962                       |         | 27        | 103       | 183        |